# Josep Termes i Ardèvol
Josep Termes Ardèvol (Barcelona, 27 de juliol de 1936 - 9 de setembre de 2011) fou un historiador català especialitzat en el moviment obrer català del segle xix i segle xx.

## Biografia
Josep Termes va néixer al barri del Camp d'en Grassot, al districte de Gràcia, on els seus pares regentaven una taverna. El seu pare, Rossend Termes, era fill de cal Casanova de la Tallada (Segarra). La seva mare, Pepita Ardèvol, era de la Fatarella (Terra Alta).
Josep Termes començà a estudiar farmàcia, però les inquietuds polítiques el portaren a estudiar història i lletres, de la qual cosa es va llicenciar a la Universitat de Barcelona l'any 1963. L'any 1956 començà a militar al Partit Socialista Unificat de Catalunya i, pel seu activisme en contra del règim del general Francisco Franco, fou expulsat de la Universitat de Barcelona l'any 1958 i el 1966. Obtingué el doctorat en història contemporània per la Universitat Autònoma de Barcelona el 1971, universitat de la qual també va ser professor. Ha estat catedràtic d'història contemporània a la Universitat de Barcelona entre el 1982 i el 1991, any en què va passar a la Universitat Pompeu Fabra, en concret a l'Institut Universitari d'Història Jaume Vicens Vives. Es jubila l'1 d'octubre del 2006 i va morir el 9 de setembre del 2011.
En l'àmbit de la recerca, Termes s'ha centrat sempre a estudiar el moviment obrer català dels segles xix i xx i les vinculacions d'aquest amb el catalanisme polític. D'aquesta manera, Termes ha combatut les tesis de Jordi Solé i Tura sobre l'origen burgès del catalanisme. També ha revisat d'altres teories sobre la història de la Catalunya contemporània a partir de les conclusions extretes del seu vast coneixement dels moviments socials i d'una lectura científica i popular de les interpretacions fetes per Antoni Rovira i Virgili.
El seu fons personal es troba dipositat al CRAI Biblioteca del Pavelló de la República de la Universitat de Barcelona. Consta de publicacions de diverses organitzacions polítiques, socials i culturals antifranquistes, documents relacionats amb l'activitat acadèmica de Josep Termes i Ardèvol i recull de premsa i escrits.

## Càtedra Josep Termes
El 2012, la Universitat de Barcelona va crear la Càtedra Josep Termes "per promoure i impulsar la investigació d’alta qualitat en història i en les àrees pròpies de les ciències humanes i socials i, en especial, de les humanitats digitals". La Càtedra està actualment dirigida per Agustí Colomines.

## Obres
Entre les seves obres destaquen els llibre següents:
- Anarquismo y sindicalismo en España: La primera Internacional (1864-1881) (1972)
- Els moviments socials a Catalunya, País Valencià i les Illes (1967), en col·laboració amb Emili Giralt, Alfons Cucó i Albert Balcells
- El nacionalisme català. Problemes d'interpretació (1974), ponència presentada al Col·loqui d'Historiadors, organitzat per la Fundació Bofill, i que va esdevenir referent de la seva teoria del catalanisme popular.
- Federalismo, anarcosindicalismo y catalanismo (1976)
- La immigració a Catalunya i altres estudis d'història del nacionalisme català (1984, que inclou l'esmentada ponència del 1974.
- De la Revolució de setembre a la fi de la guerra civil (1987) Vol. 6 de la Història de Catalunya, dirigida per Pierre Vilar i coordinada per ell mateix
- Les Bases de Manresa de 1892 i els orígens del catalanisme (1992) amb Agustí Colomines
- Les arrels populars del catalanisme (1999)
- Història del catalanisme fins al 1923 (2000)
- Històries de la Catalunya treballadora (2000)
- Patriotes i resistents. Història del primer catalanisme (2003) amb Agustí Colomines
- Misèria contra pobresa. Els fets de la Fatarella del gener de 1937 (2005)
- Història del moviment anarquista a Espanya (1870-1980) (L'Avenç, 2011)

Igualment, Termes ha publicat molts articles en publicacions periòdiques especialitzades com l'Avenç, Estudios de Historia Social o El Contemporani, revista de la qual fou codirector amb Rafael Aracil. Abans va ser un dels fundadors de la revista Recerques. Malgrat ser refractari a crear una escola historiogràfica en un sentit estricte, molts historiadors actuals se'n consideren deixebles, entre ells: Teresa Abelló, Jordi Casassas, Josep Maria Solé i Sabaté, Enric Olivé, Lluís Duran, Josep Pich Mitjana, Santiago Izquierdo, Josep Grau, Andreu Mayayo, Jordi Llorens o Agustí Colomines.
En el camp polític, Termes fou militant del PSUC fins a mitjan dècada dels anys seixanta del segle xx. La seva trajectòria rebé un reconeixement públic l'any 2006 amb el Premi d'Honor de les Lletres Catalanes, atorgat per Òmnium Cultural. El 1990 ja havia rebut la Creu de Sant Jordi.